# 映画美学校

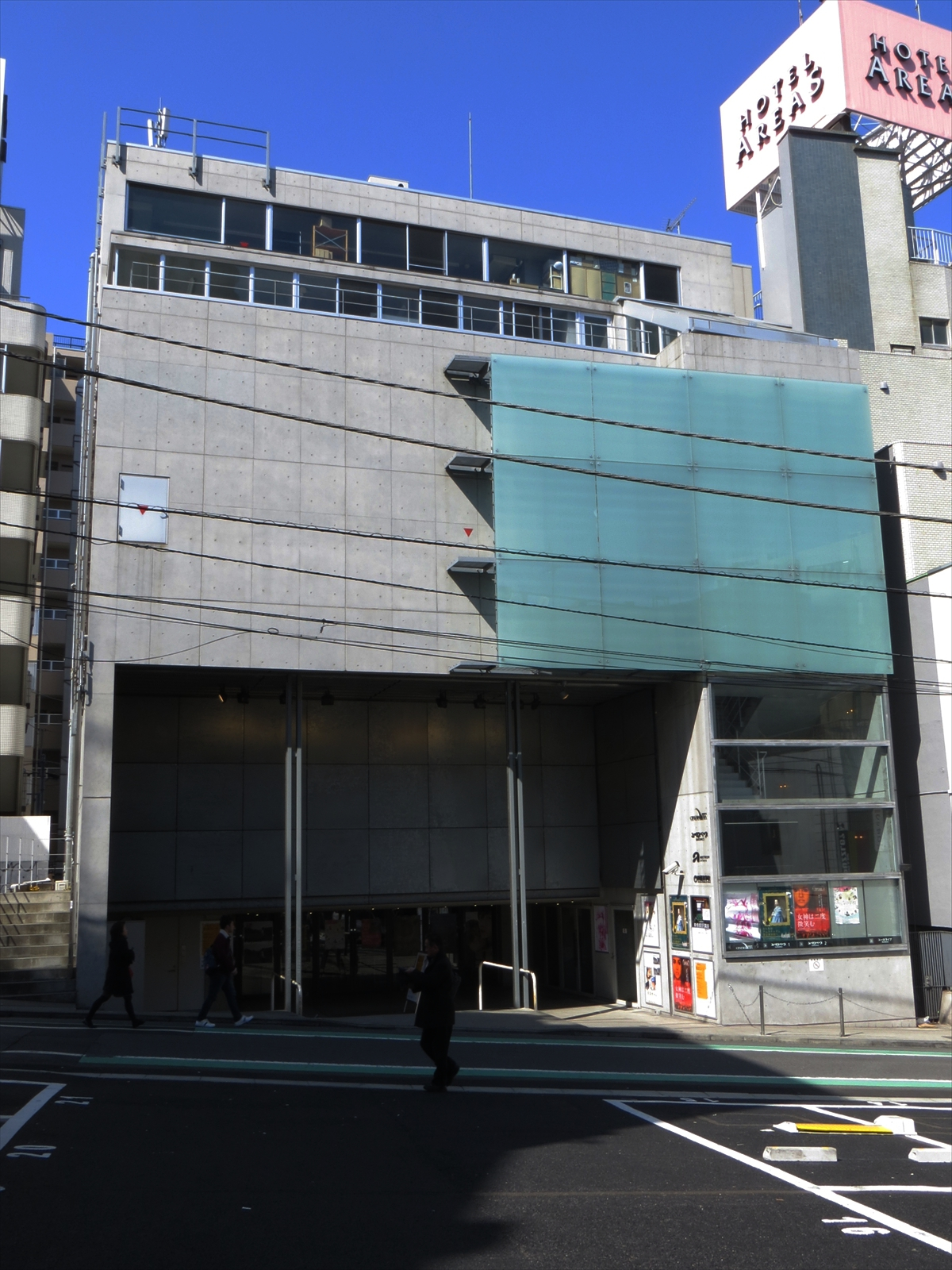
映画美学校があるKINOHAUSビル

映画美学校（えいがびがっこう・THE FILM SCHOOL OF TOKYO）は、日本の映画教育機関である。
代表理事は松本正道（アテネ・フランセ文化センター主任）と堀三郎（アテネ・フランセ文化センター）。

## 概要
1997年に発足し、2000年に東京都庁から特定非営利活動法人に認証される。劇映画を学ぶ「フィクション・コース」、ドキュメンタリー映画制作を学ぶ「ドキュメンタリー・コース」、字幕翻訳者を育成する「映像翻訳講座」のほか、2011年に「脚本コース」、「アクターズ・コース」を、2012年に「批評家養成ギブス」が開講される。受講生とプロのコラボレーションによってつくられた『あれから』（篠崎誠監督）が第25回東京国際映画祭「ある視点」部門に出品される。
主な修了生に、『呪怨』を監督した清水崇や『サウダーヂ』を監督した富田克也、『勝手にふるえてろ』を監督した大九明子、『ウルトラミラクルラブストーリー』を監督した横浜聡子などがいる。また監督以外に、撮影の花村也寸志(『映画 ビリギャル』）、四宮秀俊(『貞子vs伽椰子』)はじめ、多数の技術スタッフも輩出している。

## 主な講師

### 映画
- 青山真治
- 飯塚俊男
- 井川耕一郎
- 井土紀州
- 大工原正樹
- 黒沢清
- 是枝裕和
- 斎藤久志
- 佐藤佐吉
- 佐藤真
- 塩田明彦
- 篠崎誠
- 諏訪敦彦
- 瀬々敬久
- 高橋洋
- 筒井武文
- にいやなおゆき
- 西山洋市
- 古澤健
- 保坂大輔
- 万田邦敏
- 港千尋
- 森達也
- 三宅唱[5][6][7][8][9]

## 主な修了生
【フィクションコース】
- 清水崇（第1期初等科修了、映画監督･プロデューサー）
- 富田克也（第1期初等科修了、映画監督）
- 清野弥生（第1期初等科修了、脚本家）
- 古澤健（第1期高等科修了、映画監督･脚本家）
- 安里麻里（第1期高等科修了、映画監督･脚本家）
- 大九明子（第1期高等科修了、映画監督）
- 南川要一（第1期高等科修了、脚本家）
- 堀内玲奈（第1期高等科修了、脚本家）
- 木暮洋輔（第1期高等科修了、撮影監督）
- 根本伸一（第1期高等科修了、照明技師）
- 良井真一（第1期高等科修了、録音技師）
- 松本知恵（第1期高等科修了、美術）
- 山本直輝（第1期高等科修了、美術･装飾）
- 宇賀神雅裕（第1期高等科修了、編集）
- 港博之（第2期初等科修了、映画監督）
- 松村浩行（第2期高等科修了、映画監督）
- 遠山智子（第2期高等科修了、映画監督）
- 木村有理子（第2期高等科修了、映画監督）
- 大野敦子（第2期高等科修了、プロデューサー）
- 光地拓郎（第2期高等科修了、録音技師）
- 浦山三枝（第2期高等科修了、スクリプター）
- 吉田良子（第3期高等科修了、映画監督）
- 西村晋也（第3期高等科修了、映画監督･脚本家）
- 深田晃司（第3期高等科修了、映画監督）
- 海野敦（第3期高等科修了、演出部）
- 佐藤有記（第3期高等科修了、脚本家）
- 合田典彦（第3期高等科修了、脚本家）
- 内田雅章（第3期高等科修了、脚本家）
- 高須賀健吾（第3期高等科修了、録音技師）
- 佐々木紳（第4期初等科修了、映画監督）
- 幸修司（第4期高等科修了、脚本家･映画監督）
- 戸田義久（第4期高等科修了、撮影監督）
- 花村也寸志（第4期高等科修了、撮影監督）
- 黄永昌（第4期高等科修了、録音技師）
- 杉田協士（第5期初等科修了、映画監督）
- 和田清人（第5期初等科修了、脚本家）
- 池田千尋（第5期高等科修了、映画監督･脚本家）
- 菊地健雄（第5期高等科修了、映画監督）
- 保坂大輔（第5期高等科修了、脚本家･映画監督）
- 瀬田なつき（第5期高等科修了、映画監督）
- 八坂俊行（第5期高等科修了、映画監督）
- 服部智行（第5期高等科修了、映画監督）
- 西浜梓珠子（第5期高等科修了、スクリプター）
- 横浜聡子（第6期高等科修了、映画監督）
- 小出豊（第6期高等科修了、映画監督、脚本家）
- 佐藤央（第6期高等科修了、映画監督･プロデューサー）
- 鎌苅洋一（第6期高等科修了、撮影監督）
- 平野晋吾（第6期高等科修了、撮影監督）
- 四宮秀俊（第6期高等科修了、撮影監督）
- 木津俊彦（第6期高等科修了、撮影監督）
- 秋山恵二郎（第6期高等科修了、照明技師）
- 蓮池あゆ（第6期初等科修了、美術）
- ガスパール・クエンツ（第7期初等科修了、映画監督）
- 高杉考宏（第7期初等科修了、演出部）
- 川井崇満（第7期初等科修了、録音技師）
- 児玉和土（第7期高等科修了、映画監督･脚本家）
- 船曳真珠（第7期高等科修了、映画監督･脚本家）
- 金子雅和（第7期高等科修了、映画監督･撮影監督）
- 成冨佳代（第7期高等科修了、映画監督）
- 片桐絵梨子（第7期高等科修了、脚本家･映画監督）
- 杉原憲明（第7期高等科修了、脚本家）
- 伊藤学（第7期高等科修了、撮影監督）
- 高田伸也（第7期高等科修了、録音技師）
- 新垣一平（第7期高等科修了、音響技師）
- 朝倉加葉子（第8期高等科修了、映画監督）
- 川村清人（第8期高等科修了、映画監督）
- 高島良太（第8期高等科修了、録音技師）
- 長谷部大輔（第9期高等科修了、映画監督）
- 大畑創（第9期高等科修了、映画監督）
- 瀬川浩司（第9期高等科修了、映画監督）
- 名倉愛（第9期高等科修了、映画監督）
- 玉川直人（第9期高等科修了、照明技師）
- 伊藤智之（第10期初等科修了、映画監督）
- 三宅唱（第10期初等科修了、映画監督）
- 宮崎大祐（第10期高等科修了、映画監督･脚本家）
- 内藤瑛亮（第11期高等科修了、映画監督･脚本家）
- 小森はるか（第12期初等科修了、映像作家）
- 草野なつか（第12期高等科修了、映画監督）
- 石山友美（第12期高等科修了、映画監督）
- 加藤綾佳（第12期高等科修了、映画監督、脚本家）
- 星野洋行（第12期高等科修了、撮影監督）
- 奥村盛人（第13期初等科修了、映画監督）
- 中瀬慧（第13期高等科修了、撮影監督）
- 酒井善三（第14期高等科修了、映画監督、脚本家）
- 百々保之（第14期高等科修了、プロデューサー･録音技師）
- 松本大志（第15期高等科修了、映画監督･演出部）
- 竹内里紗（第17期初等科修了、映画監督、脚本家）
- ヤマシタマサ（第17期初等科修了、映画監督）
- 穐山茉由（第18期高等科修了、映画監督･脚本家）
- 奥山大史（第18期高等科修了、映画監督･撮影監督）
- 城真也（第19期高等科修了、映画監督）
- 近藤亮太（第19期高等科修了、映画監督）

【脚本コース】
- 村越繁（第1期高等科修了、脚本家）
- 伊藤理絵（第1期高等科修了、脚本家）
- 篠塚智子（第1期高等科修了、脚本家）
- 鈴木洋介（第1期高等科修了、脚本家）
- 中村太一朗（第1期高等科修了、脚本家）
- 平谷悦郎（第1期高等科修了、脚本家）
- 松永咲子（第1期高等科修了、脚本家）
- 山田哲弥（第1期高等科修了、脚本家）
- 安永豊（第1期高等科修了、脚本家）
- 鳥井雅子（第2期高等科修了、脚本家）
- 吉田香織（第2期高等科修了、脚本家）
- 下田悠子（第4期高等科修了、脚本家）

【ドキュメンタリーコース】
- 加藤治代（映像作家）
- 石田優子（映像作家）
- 畠山容平（映像作家）
- 岡本和樹（映像作家）
- 石井かほり（映像作家）
- 東志津（映像作家）
- 奥谷洋一郎（映像作家）
- 澤佳一郎（映画監督）
- 今井俊裕（編集）
- 飯岡幸子（撮影監督）

【アクターズコース】
- 前原瑞樹（第2期修了、俳優）
- 加藤紗希（第7期修了、俳優･映画監督）
- 豊島晴香（第7期修了、俳優･脚本家）
- 福吉大雅（第8期修了、俳優）

## 関連書籍
- 映画の授業 映画美学校の教室から（2004年、青土社）